# 曾魯
曾魯（1319年—1372年），字得之，江西新淦人。元末明初人。
自幼聰敏好學，博學古今，元末舉進士不第。善于文书，曾纂修《元史》，洪武二年（1369年）十二月授禮部主事，洪武三年（1370年）九月，修成《禮書》，明太祖賜名《大明集禮》。洪武五年（1372年）二月升任禮部侍郎，八月奉旨主持京畿乡试，入院之后忽然吐血，不久以疾致仕，十二月十九日（1373年1月13日）歸舟至南昌石岐潭而卒，年五十四岁。著有《守約齋集》、《六一居士集考異》、《南豐類稿辨誤》等。